# Sharifabad (Ardakan)
Pour les articles homonymes, voir Sharifabad.
Sharifabad (persan : شریف آباد) est un village du comté d'Ardakan, dans la province de Yazd en Iran.